# Requieniidina
De Requieniidina zijn een onderorde van uitgestorven tweekleppigen uit de orde Hippuritida.

## Taxonomie
De volgende taxa is bij deze onderorde ingedeeld:
- Superfamilie  † Requienioidea Kutassy, 1934
  - Familie  † Epidiceratidae Rengarten, 1950
  - Familie  † Requieniidae Kutassy, 1934